# Гнездо
Гнездо је, у ужем смислу, скуп гранчица, где птица полаже јаја у пролеће. Ова некад крајње примитивна, а некад врло сложена архитектонска творевина следи унапред утврђене и још недовољно испитане законитости.

## Услови
У току године смењује се у животу птице неколико важних догађаја: проналажење партнера, парење, свијање гнезда, полагање јаја. Свијање гнезда је инстинктивна, наследна особина уско повезана с климом. У европским земљама птице се гнезде и полажу јаја у пролеће. Гнезда се разликују по месту, облику и материјалу употребљеном за њихову градњу. Према дефиницији Ј. Дорста у његовој књизи „Живот птица“ гнездо има неколико функција: не дозвољава испадање јаја и њихово разбијање, чува топлоту неопходну за јаја у току инкубације и младе док не добију перје и представља сигурно склониште за птиће док се не оспособе за летење. Свако гнездо тачно одговара потребама одређене врсте птица. Птице обично полажу јаја једанпут годишње, а оне из једног подручја гнезде се у исто време. Сезона парења увек је прилагођена климатски најповољнијем периоду кад има највише хране. Птица која живи у подручју гдје има хране у изобиљу гнезди се понекад двапут годишње полажући притом 2-3 јаја. Иста птица која живи у подручју гдје је повољан период знатно краћи гнездити ће се само једанпут годишње али ће носити 6-7 јаја. Кад се приближи сезона парења птица одабире територију за свијање гнезда. У већини случајева то је посао мужјака. Кад одабире посед мужјак звучним ефектима привлачи женку. Одабирање гнезда може бити и дужност женке. Код неких патака и колибрија место за свијање гнезда одређује женка. Избор места директно је условљен начином живота појединих врста и потребом за сигурношћу. Ово не би требало схватити дословно пошто се птице често прилагођавају локалним условима. Тако чапље подједнако добро свијају гнезда у трсци, жбуњу или на високом дрвећу.

## Градитељи
Многи орнитолози сматрају да се вештина грађења гнезда развила под притиском еколошких услова и да су птице у почетку полагале јаја на тло остављајући их потпуно незаштићена. Примећено је да су код оних врста птица чији младунци излазе из јаја прекривени перјем, одмах прогледају и брзо су способни за летење (потркушци), гнезда једноставнија. Напротив врсте које доносе на свет голуждраве, слепе птиће (чучавци), граде много сложенија и сигурнија гнезда. Без обзира да ли су на земљи или на дрвету гнезда су у већини случајева камуфлирана. Има птица које полажу јаја на тло без претходних припрема. Ово је најпримитивнији начин свијања гнезда. У овом случају гнездо је скривено захваљујући мимикрији јер су јаја бојом потпуно прилагођена околини. Друге врсте такође полажу јаја на тлу али траже неку природну пукотину. Неке птице граде на тлу примитивна гнезда од камења и гранчица. Одређене врсте птица не граде гнездо него траже природно склониште које прилагођавају својим потребама. То могу бити шупљине на тлу, у стенама или дрвећу. У овакву шупљину птица обично унесе неколико гранчица и гнездо је готово. Многе шумске птице користе за свијање гнезда природне шупљине у дрвету, а неке као што је детлић, саме праве шупљину. Неке птице које се гнезде на овакав начин затварају отвор земљом због веће сигурности. Бекство од непријатеља приморава птице да камуфлирају гнезда или да их граде на неприступачним местима: на висини или у шупљинама. Неке врсте птица које живе у групама као што су гачци свијају гнијезда у колонијама. На тај начин не постоји надметање у потрази за храном, а гнезда штите сви чланови заједнице. Најзад има птица као што су неке врсте врабаца које траже заштиту од других врста свијајући гнезда у њиховој близини. Да би се склониле од непријатеља многе птице се гнезде на води. Притом користе већ постојећу платформу од барске трске или је граде саме. Ипак најсигурнија су гнезда саграђена високо на дрвећу. Таква су гнезда и савршенија. Направљена су од материјала који се може пронаћи у близини. Неке дневне грабљивице као што су чапља и рода праве платформу од грана које прекривају мањим гранчицама. Птице из рода врабаца обично граде сасвим затворена гнезда која пружају заштиту од хладноће, непогоде и нападача. Код других су гнезда саграђена од најтананијих гранчица и скоро су прозирна. Најзад има и оних које се понашају као прави зидари, а за градњу гнезда користе земљу и блато. То је случај са ластама. Поред индивидуалних постоје и колективна гнезда која су много економичнија и пружају већу сигурност. Не треба заборавити птице паразите, као што су кукавица, које полажу јаја у туђе гнездо и целу бригу о потомству препуштају другима. У већини случајева птице користе гнездо само годину дана али неке дневне грабљивице као што је бела рода које праве отворена гнезда обично их уз мале поправке користе неколико година.

## Шире значење истог назива
У ширем смислу, назив гнездо односи се и на „градње“ других  врста животиња чија је намена узгајање младунаца и њихова заштита у раздобљу узгоја. Тако разни инсекти али и сисари као и рибе „граде“ своју врсту гнезда. Користе га већ према потребама врсте. Тако су познати колоквијални изрази „осиње гнијездо“, или „мравињак“ и „термитњак“ или  „брлог“, а увек је реч о неком облику градње намењене, лежењу или једноставно, заштити у раздобљу дозревања подмлатка до самосталности. 